# زالومون غلاك
زالومون غلاك (بالفرنسية: Salomon Gluck)‏ هو طبيب فرنسي، ولد في 5 نوفمبر 1914 في زيورخ في سويسرا، وتوفي في 20 مايو 1944 في كاوناس في ليتوانيا.